# Jürgen Ludwigs
Jürgen Ludwigs (* 21. November 1936 in Worphausen, Gemeinde Lilienthal, Landkreis Osterholz) ist ein deutscher Plattdeutsch-Autor und Pädagoge. Er lebt und arbeitet in Lilienthal.

## Leben
Ludwigs wuchs in Worphausen als Sohn eines Dorfschullehrers auf. Nach dem Besuch des Gymnasiums in Bremen studierte er an der damaligen Pädagogischen Hochschule Bremen. 1960 wurde er Lehrer im Bremer Stadtteil Borgfeld, wohnte aber weiterhin im niedersächsischen Lilienthal. Er war als Nachfolger von Heinrich Schmidt-Barrien jahrelang Vorsitzender des Plattdüütschen Krings Bremen.

## Ehrungen
- 2008: Heinrich-Schmidt-Barrien-Preis für die Pflege der niederdeutschen Sprache als Autor von Schulbüchern und bei der Aufstellung von Lehrplänen zur Vermittlung des Plattdeutschen in Bremer Schulen[1]
- 2014: Ehrennadel der Gemeinde Lilienthal
- 2016: Verdienstmedaille des Verdienstordens der Bundesrepublik Deutschland[2][3]

## Werke (Auswahl)
- Witten Torf und swarten Klipp. Son lüttsche beten wat op dübelsmöörschet Platt. Bargenmoor, Worphausen 1981
- Brooch un Padd von Hoch noh Platt. Lehrbook for eene plattdütsche Mundoort. Barkenmoor-Verlag, Worphusen [1985]
- De Wiespahl. Stundenentwürfe als Handreichungen zum Teil 1 der Plattdeutsch-Fibel Brugg und Padd.  Simmering, Lilienthal 1989; ISBN 3-927723-04-5
- Findorp. Een histoorschet Rullenidyll, akraat sett in fieftakten Jambus. Simmering, Lilienthal [1989]
- [als Hrsg.:] Wünschen un danken. Riemels op Platt (Volksdichtung). To'n Afschrieben, Afdrucken un Füdderdichten för Familien un Vereene. Opdreeben un tohopenstellt von Jürgen Ludwigs [...]. Osterholz-Scharmbeck Saade 1989
- Harder ahn Hart. Een Drama in St. Jöörn as Veersspeel in 5 Törns. Simmering, Lilienthal 1997; ISBN 3-927723-34-7
- Brugg un Padd von Hooch nah Platt. Een Lehrbook for een'n Plattdüütschkurs in'e Grundschool von 't 3. Schooljohr af an. 5., z. T. erw. Aufl., Simmering, Lilienthal 1999; ISBN 3-927723-03-7
- mit Willi Persuhn Beiträge zu: Wolfgang Wildgen: Niederdeutsch in Schule und Gesellschaft. [Universität Bremen], Universität, Bremen [2000?] (Studien zur Regionalsprache und Regionalkultur, Heft 1); ISBN 3-88722-465-5